# Teaching Dad a Lesson
Teaching Dad a Lesson è un cortometraggio muto del 1913 diretto da Al E. Christie che, prodotto dalla Nestor Film Company e distribuito dall'Universal Film Manufacturing Company, aveva come interpreti Russell Bassett, Stella Adams, Eddie Lyons, Lee Moran, Ramona Langley, Beatrice Van.

## Trama
Il figlio, tornato dal college, scopre che suo padre tradisce la madre. La situazione si sta facendo grave e il giovane progetta un piano per fare ritornare in sé il genitore. Chiede aiuto alla sua ragazza: questa, fingendo di accettare la corte del padre, si fa trovare con lui in una situazione compromettente. I due, infatti, vengono interrotti mentre si trovano insieme dall'amico del figlio (anche lui a parte del complotto) che, dopo avere fatto irruzione nella stanza e avere rimproverato la ragazza per la sua condotta (facendo intendere che quella è sua moglie), spara al suo accompagnatore (senza colpirlo) dicendogli che quello è l'ultimo focolare che lui distruggerà. Il padre, terrorizzato, fugge via e se ne torna a casa con le pive ne sacco e ormai guarito da ogni voglia.

## Produzione
Il film fu prodotto dalla Nestor Film Company.

## Distribuzione
Distribuito dall'Universal Film Manufacturing Company, il film - un cortometraggio di una bobina - uscì nelle sale cinematografiche statunitensi il 19 dicembre 1913.